# Butoku-kai
Butoku-kai ou Dai Nippon Butoku Kai (大日本武徳会, Grande Casa das Excelências Marciais do Japão) foi fundada em 1895, em Quioto, sob autoridade do Ministério da Educação Nipônico e auspícios do Imperador Meiji, para ser a última autoridade no país sobre as artes marciais japonesas. Tinha por escopo a preservação histórica e valorizar as virtudes guerreiras tradicionais da sociedade japonesa e, bem assim, estabelecer padrões a serem seguidos por todos.

## História

### Antecedentes
As origens da instituição podem ser achadas já com o Imperador Kammu que, no escopo de promover as artes marciais, manda construir o Butokuden (武徳殿, sala das virtudes guerreiras), com localização nas imediações do templo Heian, em Quioto, no ano de 794. O Butokuden, à semelhança de um farol, tornou-se o centro de difusão das artes marciais japonesas.
Adiantando no tempo, por volta do século XIX, sob direção de Bakufu Tokugawa, a instituição fomenta as diversas artes marciais no intuito de estabelecer a supremacia da classe dos samurais. Entretanto, sucede uma reviravolta com a Restauração Meiji, pois o foco passa a ser a preservação das artes marciais como um importante patrimônio cultural do Japão, eis que a sociedade então adota um processo de modernização (ocidentalização) acelerada, para substituição da sociedade feudal.

### Fundação
Em 1895, governador da província de Quioto, que era figura importante no âmbito das artes marciais japonesas, defende a ideia de fundar o Dai Nippon Butoku Kai naquela área, o que é feito sob autorização do Imperador Meiji. Então, renomados mestres dos sistemas tradicionais acorrem para aderir à instituição, tendo como primeiros presidente o príncipe Akihito Miya e, vice-presidente, Chiyaki Watanabe, governador de Quioto.
Logo foram inauguradas filiais em todas as províncias do Japão e, já em 1899, foram concluídas as filiais, nomeadas Butokuden, em cada prefeitura. Em 1905, criou-se a Escola de Artes Marciais para formação de professores e adotou-se o sistema de dans de graduação e um colegiado de árbitros.

### Atualidades
A entidade se expandiu para além das fronteiras nipônicas, abrindo sedes em outros países e realizando eventos. Por exemplo, em 2005, no Dojo Ten-chi, na cidade de Sintra, Portugal teve assento um seminário; em 2006, Madrid - Espanha, também foi realizado o Seminário de Budo.
Desde 2009, a Divisão Internacional do Butoku-kai passou a contar com representantes oficiais e coordenadores no Canadá, Reino Unido, Itália, Bélgica, Portugal, Israel, Hungria, Rússia, Alemanha, Espanha, Malta, França, Estados Unidos, Austrália, Romênia, Suíça, Armênia, Chile, Suíça, Grécia. Por tal amplitude, um objetivo extra foi adicionado à instituição: promover um maior entendimento internacional e a paz no mundo, por intermédio do treinamento em artes marciais e do consequente intercâmbio de povos que disso resulta.
A Butoku-kai é responsável pela presença de Chave de Calcanhar no Jiujitsu Brasileiro através de Takeo Yano e seu aluno Ivan Gomes.

### Modalidades reconhecidas
As artes marciais oficialmente reconhecidas pela entidade são: aiquidô, aiki-jujutsu, dakentai-jutsu, judô, jiu-jitsu, caratê, kendo, koppo-jutsu, koshi-jutsu, iaido e kobudo.